# Serag
Serag is een bestuurslaag in het regentschap Ponorogo van de provincie Oost-Java, Indonesië. Serag telt 1681 inwoners (volkstelling 2010).